# Horen Hovhanniszján
Horen Hovhanniszján (örményül: Խորեն Հովհաննիսյան; Jereván, 1955. január 10. –) örmény labdarúgóedző, korábban szovjet válogatott labdarúgó.

## Pályafutása

### Klubcsapatban
Pályafutásának nagy részét az Ararat Jerevan csapatában töltötte. 1974 és 1985 között 295 mérkőzésen 93 alkalommal volt eredményes.

### A válogatottban
1979 és 1984 között 34 alkalommal szerepelt a szovjet válogatottban és 6 gólt szerzett. Tagja volt az 1980. évi nyári olimpiai játékokon bronzérmet nyerő válogatottnak. Részt vett az 1982-es világbajnokságon.

### Edzőként
1996 és 1997 között az örmény válogatottat irányította szövetségi kapitányként. 2000 és 2006 között a Pjunik Jerevan vezetőedzője volt.

## Sikerei, díjai

### Játékosként
Ararat Jerevan
- Szovjet kupa (1): 1974–75

Szovjetunió
- Olimpiai bronzérmes (1): 1980

### Edzőként
Pjunik Jerevan
- Örmény bajnok (6): 2001, 2002, 2003, 2004, 2005, 2006
- Örmény kupa (2): 2002, 2004
- Örmény szuperkupa (3): 2002, 2004, 2005

## Külső hivatkozások
- Horen Hovhanniszján adatlapja a National-Football-Teams.com oldalon (angolul)

- Horen Hovhanniszján. eu-football.info
- Horen Hovhanniszján (orosz nyelven). rusteam.permian.ru. [2019. szeptember 16-i dátummal az eredetiből archiválva]. (Hozzáférés: 2018. április 3.)
- Horen Hovhanniszján profilja az Olympedia oldalán (angolul)